# Saguache
Saguache è un centro abitato (town) degli Stati Uniti d'America, capoluogo di contea della contea di Saguache dello Stato del Colorado. Nel censimento del 2000 la popolazione era di 578 abitanti.

## Geografia fisica
Secondo i rilevamenti dell'United States Census Bureau, Saguache si estende su una superficie di 1,0 km².